# デイヴィッド・ファインタック
デイヴィッド・ファインタック（David Feintuch、1944年7月7日 - 2006年3月16日）は、アメリカ合衆国ニューヨーク生まれの小説家、SF作家。ミシガン州に在住していた。
インディアナ州とボストン市で学び、弁護士、写真家、古物商を経て作家となる。イギリス海軍史とナポレオン時代の研究がライフワークとのこと。
海洋冒険小説のスタイルを踏襲したSF小説「銀河の荒鷲シーフォート」シリーズの作者。
1996年度ジョン・W・キャンベル新人賞受賞。

## 作品リスト
「銀河の荒鷲シーフォート」シリーズ
- 『大いなる旅立ち』 Midshipman's Hope
- 『チャレンジャーの死闘』 Challenger's Hope
- 『激闘ホープ・ネーション ! 』 Prisoner's Hope
- 『決戦!太陽系戦域』 Fisherman's Hope
- 『突入!炎の叛乱地帯』 Voices of Hope
- 『ギャラクティックの攻防』 Patriarch's Hope
- 『襲撃!異星からの侵入者』 Children of Hope